# Дунаев, Наиль
Наиль Дунаев (тат. Наил Дунаев, урожд. Николай Иванович Дунаев (тат. Николай Иван улы Дунаев); 3 мая 1937, Ахметьево, Заинский район, Татарская АССР, РСФСР, СССР — 30 октября 2022, Казань, Республика Татарстан, Российская Федерация) — советский и российский татарский актёр, театральный педагог. Ведущий артист Татарского государственного академического театра имени Г. Камала. Заслуженный артист Российской Федерации (1996). Народный артист Татарской АССР (1982).

## Биография
Родился 3 мая 1937 года в деревне Ахметьево Заинского района республики Татарстан. По национальности татарин. В 1961 году в составе татарской группы окончил Высшее театральное училище имени М. С. Щепкина в Москве и был принят в труппу Татарского академического театра.
Ведущий многоплановый актёр, отзывчивый педагог. Мягкой, теплой творческой индивидуальности Дунаева была присуща внутренняя психологическая наполненность, жизненная убедительность.
Наряду со сценической деятельностью занимался переводами, преподавал актёрское мастерство в Казанском университете культуры и искусства, профессор (2006).
В марте 2014 года поддержал аннексию Крыма, подписал письмо президенту России Владимиру Путину в поддержку аннексии.
Скончался 30 октября 2022 года в возрасте 85 лет в Казани. Церемония прощания прошла 1 ноября в театре имени Камала, похоронен был Дунаев на кладбище «Курган».

## Репертуар
- Ибрагим — «Осенние ветры» А. Гилязов
- Акъегет — «В ночь лунного затмения» М. Карим
- Гефест — «Не бросай огонь, Прометей!» М. Карим
- Гаяз — «Искры» Т. Гиззат
- Мирзахан — «Потоки» Т. Гиззат
- Нияз — «Последнее письмо» Х. Вахит
- Марат — «Перед свадьбой» Х. Вахит
- Шамиль Усманов — «Шамиль Усманов» А. Гилязов и А. Яхин
- Сайяр — «Приехала мама» Ш. Хусаинов
- Валерик — «Третья патетическая» Н. Погодин
- Василий — «Одна ночь» Б. Горбатов
- Фигаро — «Женитьба Фигаро» П. Бомарше
- Газиз — «Дуэль» М. Байджиев
- Подхалюзин — «Свои люди — сочтёмся» А. Островский
- Паратов — «Бесприданница» А. Островский
- Залешин — «Светит, да не греет» М. Амир
- Гаяз — «Агидель» М. Амир
- Шамсутдин — «Кул Гали» Н. Фаттах
- Равиль — «Суд совести» Д. Валеев
- Давыт — «Две мысли» Г. Кулахметов
- Бахтияр Канкаев — «Бахтияр Канкаев» Т. Миннуллин
- Нурислам — «Дружеский разговор», «Прощайте» Т. Миннуллин
- Якуб — «Мы уходим, вы остаетесь» Т. Миннуллин
- Алексей — «Ильгизар + Вера» Т. Миннуллин
- Айдар — «Зифа» Н. Исанбет
- Качкинский — «Беглецы» Н. Исанбет
- Мирвали — «Три аршина земли» А. Гилязов
- Нугман — «Наследие» Г. Каюм
- Махмуд — «Два часа и вся жизнь» Р. Хамид
- Сосед — «Бичура» М. Гилязов
- Бикбау — «Волны подо льдом» А.-Т. Рахманкулов
- Ахмади — «Брачный контракт» Г. Исхаки
- Лисео — «Дурочка» Лопе де Вега
- Ашуг — «Легенда о девушке Арзы» М. Тарухан
- Мулланур — «Мчит меня мой конь в Казань» З. Хаким
- Луиджи — «Суббота, воскресенье, понедельник» Эд. де Филиппо
- Абубакир — «Прости меня, мама!» Р. Батулла
- Байгура — «Голубая шаль» — Карим Тинчурин
- Шаяхмет — «Перстень» — Фатих Хусни (инсценировка Ильгиза Зайниева)
- Джаудат — «Запоздалое лето» — Ильгиз Зайниев
- Самат — «Ружьё» — Зульфат Хаким
- Тимерланов Булат Айтуганович, актёр — «Горький цвет» — Ильгиз Зайниев
- Гэргэри — «Зятья Гэргэри» — Туфан Миннуллин
- Ассистент режиссёра — «Зятья Гэргэри» — Туфан Миннуллин
- Зиганша — «Голубая шаль» — Карим Тинчурин
- Нугман — «Поговорим о любви» — Ильгиз Зайниев
- Зимин Фёдор Семёнович — «Немая Кукушка» — Зульфат Хаким

## Награды
Звания
- Почётное звание «Заслуженный артист Российской Федерации» (1996 год) — за заслуги в области искусства[4].
- Почётное звание «Народный артист Татарской АССР» (1982 год)[5].
- Почётное звание «Заслуженный артист Татарской АССР» (1972 год)[6].

Ордена, медали
- Медаль «В память 1000-летия Казани» (2005 год)[7].
- Орден «За заслуги перед Республикой Татарстан» (2017 год) — за многолетнюю творческую деятельность и выдающийся вклад в развитие татарского театрального искусства[8].
- Медаль «За доблестный труд» (2007 год)[9].
- Медаль «100 лет образования Татарской Автономной Советской Социалистической Республики» (2022 год) — за существенный вклад в укреплении социально-экономического потенциала Республики Татарстан и многолетний плодотворный труд[10].
- Благодарность Президента Республики Татарстан (2012 год) — за многолетнюю творческую деятельность и достойный вклад в развитие театрального искусства[11].

Премии
- Государственная премия Республики Татарстан имени Габдуллы Тукая (1998 год) — за роль Нурислама в спектакле «Хушыгыз!» («Прощайте!») Ф. Бикчантаева по пьесе Т. Миннуллина на сцене Татарского государственного академического театра имени Г. Камала[12].
- Премия комсомола Татарии имени Мусы Джалиля (1978 год) — за создание сценических образов в спектаклях «Дружеский разговор» (Т. Миннуллин), «Река Белая» (М. Амир), «Не бросай огонь, Прометей!» (М. Карима), «Безумный день» (П. Бомарше)[13].